# Крисоватий Ігор Іванович
І́гор Іва́нович Крисова́тий (нар. 2 лютого 1992, м. Чернівці, Україна — пом. 17 червня 2014, сел. Металіст, Слов'яносербський район, Луганська область, Україна) — український військовослужбовець, десантник, молодший сержант Збройних сил України.

## Життєпис
Ігор Крисоватий народився 1992 року в місті Чернівці, зростав разом зі старшою сестрою. Через тяжку хворобу рано пішов з життя батько Іван Максимович. За деякий час родина переїхала до бабусі в село Бабине Вижницького району, де у 2002 році Ігор пішов у 5-ий клас Бабинської школи, і 2007 закінчив 9 класів. З 2007 по 2009 продовжив навчання в загальноосвітній школі села Карапчів Вижницького району. Брав активну участь у спортивних змаганнях шкільного та районного рівнів. Був капітаном шкільної команди з волейболу, яка двічі ставала чемпіоном області серед юнаків. Захоплювався футболом, виступав за місцеву команду.
Закінчив Вище професійне училище радіоелектроніки № 15 в м. Чернівці, за комп'ютерною спеціальністю.
2011—2012 проходив строкову військову службу у 80-му окремому аеромобільному полку, в/ч А0284, м. Львів.
Після армії повернувся до Чернівців, де мешкав у батьківській хаті разом із родиною старшої сестри Марини. Працював на різних роботах, — продавав сантехніку на ринку «Газкомплектприлад», останнім часом — працював у будівельній фірмі. Займався пауерліфтингом, кандидат у майстри спорту.
Під час Революції Гідності брав активну участь у Чернівецькому Євромайдані, їздив до Києва з волонтерами.
У зв'язку з російською збройною агресією проти України 8 квітня 2014 року мобілізований до лав Збройних Сил України. Перша повістка прийшла, коли Ігор був у справах за кордоном. Отримавши другу повістку, він одразу ж пішов до військкомату.
Молодший сержант, головний сержант взводу — командир відділення 2-ї аеромобільної роти 87-го окремого аеромобільного батальйону 80-ї окремої аеромобільної бригади, в/ч А2582, м. Чернівці (колишній 300-й полк). Спочатку перебував у військовій частині, та на полігоні в Сторожинці. З 9 травня 2014 брав участь в антитерористичній операції на сході України у складі 3-ї батальйонної тактичної групи 80-ї ОАеМБр в районі міста Щастя на Луганщині.

### Обставини загибелі
Вранці 17 червня 2014 року резервна група десантників на чолі зі старшим лейтенантом Владиславом Файфурою виїхала в напрямку селища Металіст, що на північній околиці Луганська, для надання допомоги бійцям добровольчого батальйону «Айдар», які вели бій з терористами в районі гольф-клубу (с. Привітне). У бойовому зіткненні з терористами, які підбили бронетранспортер із засідки з гранатомета, загинули 9 десантників, серед них і молодший сержант Крисоватий.
Того дня в боях у районі Стукалової Балки і Металіста загинули також 3 військовослужбовців 15-го окремого гірсько-піхотного батальйону 128-ї ОГПБр та 4 бійців батальйону «Айдар», кілька військовослужбовців з різних підрозділів були поранені і захоплені в заручники, серед них доброволець «Айдару» Надія Савченко.
Вісім з дев'ятьох загиблих десантників — буковинці, один солдат родом з Волині. 21 червня пройшло прощання у військовій частині в Чернівцях. 22 червня Ігора Крисоватого та ще чотирьох чернівчан поховали на Алеї Слави Центрального кладовища міста Чернівці у Годилові.
Залишились мати Олена Тодорівна, сестра Марина Гладка.

## Нагороди та відзнаки
- Орден «За мужність» III ступеня — за особисту мужність і героїзм, виявлені у захисті державного суверенітету та територіальної цілісності України (02.08.2014, посмертно)[3].
- Почесна відзнака Чернівецької міської ради — медаль «На славу Чернівців» (2015, посмертно)[4].

## Вшанування пам'яті
- 22 грудня 2014 року в селі Карапчів Вижницького району на фасаді будівлі Карапчівської ЗОШ I-III ступенів (вулиця Центральна, 28), де навчався Ігор Крисоватий, йому відкрито меморіальну дошку[5].
- У травні 2015 року у селі Бабин Вижницького району в Бабинській ЗОШ I-II ст. Карапчівської сільської ради відкрито меморіальну дошку на честь колишнього учня Ігора Крисоватого, а також Карапчівською громадою започатковано футбольний турнір імені Ігора Крисуватого[6].
- У вересні 2015 року Виконком Карапчівської сільської ради ухвалив рішення про присвоєння одній з вулиць села Карапчів імені Героя Ігоря Крисоватого[7].
- У червні 2017 року в центрі села Карапчів біля пам'ятника Героям-Захисникам Другої світової війни урочисто відкрили пам'ятний знак загиблому в АТО Ігорю Крисоватому[8].
- 18-19 лютого 2017 року в місті Чернівці на базі спортивного залу Буковинського державного медуніверситету відбувся чемпіонат області з пауерліфтингу серед дорослих, ветеранів, юнаків та дівчат, юніорів та юніорок. Чемпіонат було присвячено пам'яті чотирьох спортсменів Федерації пауерліфтингу Чернівецької області, які загинули в зоні АТО, — це Ігор Крисоватий, Леонід Дергач, Віктор Піцул та Андрій Галай[9].